# 清河牧场
清河牧场，是中国内蒙古自治区通辽市开鲁县人民政府农牧局所属的公益一类事业单位，所在区域列为开鲁县的一个类似乡级单位。
清河牧场的机构规格相当于正科级。有5个股级内设机构：办公室、党委办公室、财务股、生产股、综合股。办公地址在开鲁县182乡道东侧开鲁县种畜场场部。

## 行政区划
清河牧场下辖以下地区：
一分场、二分场、三分场、四分场、五分场、六分场和七分场